# Vänderotsmalmätare
Vänderotsmalmätare, Eupithecia valerianata, är en fjärilsart som beskrevs av Jacob Hübner 1813. Vänderotsmalmätare ingår i släktet Eupithecia och familjen mätare, Geometridae. Vänderotsmalmätare förekommer sällsynt från Skåne till Torne lappmark och är reproducerande i Sverige. Inga underarter finns listade i Catalogue of Life.

## Bildgalleri

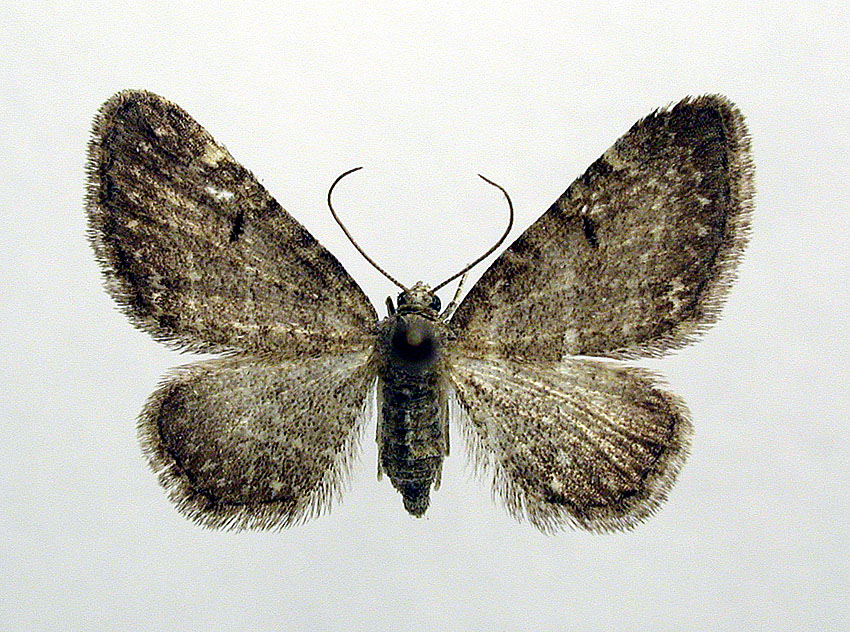
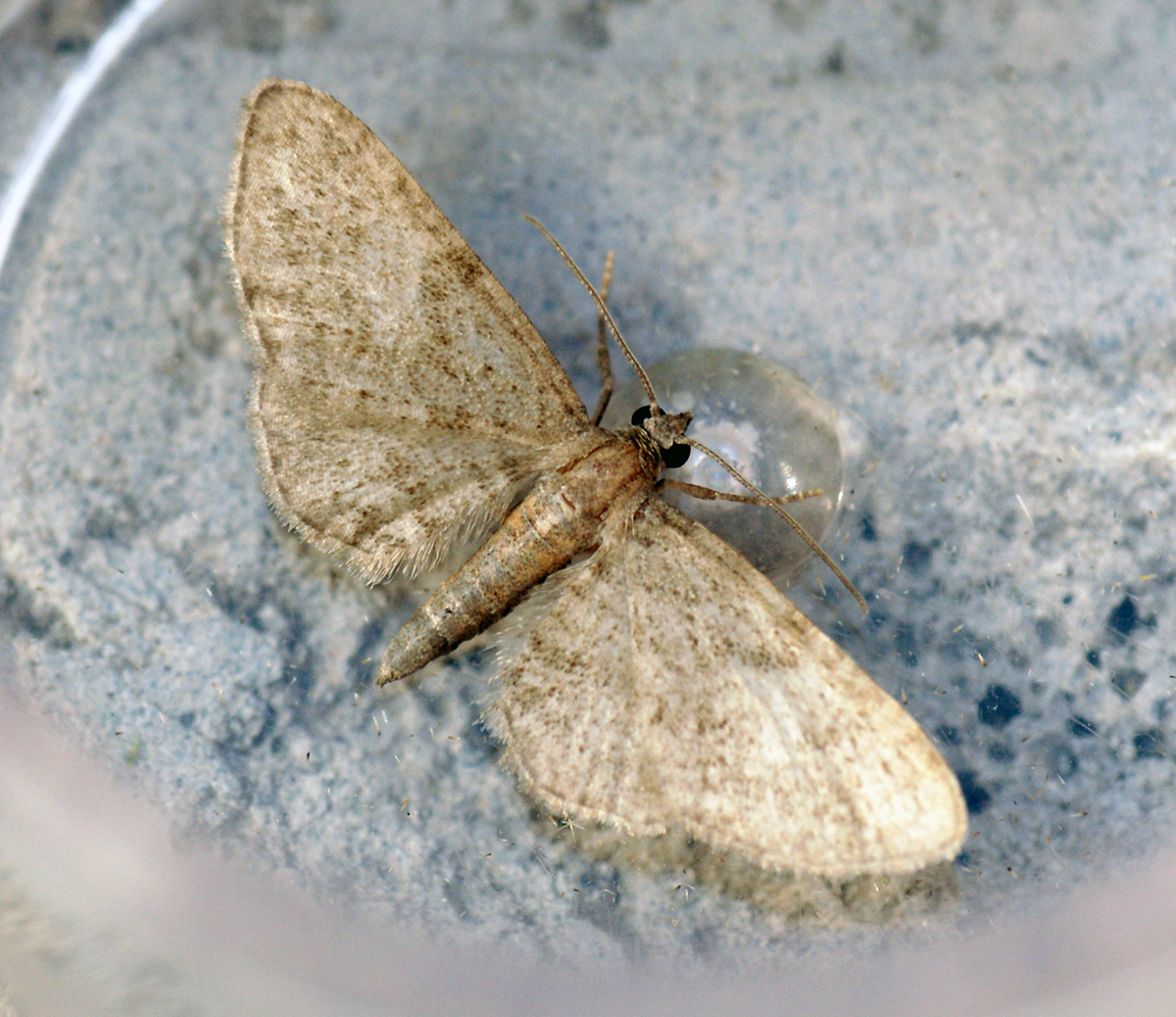